# Contea di Orleans (New York)
La contea di Orleans, in inglese Orleans County, è una contea dell'area nord-occidentale dello Stato di New York negli Stati Uniti. Il capoluogo di contea è Albion.

## Geografia fisica
La contea si trova nella parte occidentale dello Stato e si affaccia a nord sul lago Ontario. La contea ha un'estensione di 2.117 km², ma circa il 52% è costituito dalla parte del lago Ontario che ricade nei suoi confini. Il territorio è prevalentemente pianeggiante. I fiumi della contea sfociano nel lago Ontario. I principali, da ovest ad est, sono: Johnson Creek, Oak Orchard Creek e Sandy Creek, che nasce dalla confluenza dei suoi due rami West Branch Sandy Creek e East Branch Sandy Creek. Lungo la costa del lago Ontario sono stati istituiti i parchi Oak Orchard State Marine Park (alla foce del fiume omonimo) ed Lakeside Beach State Park. Nell'area centrale scorre da est a ovest il canale Erie.

### Contee confinanti
- Contea di Monroe - est
- Contea di Genesee - sud
- Contea di Niagara - ovest

## Storia
I primi abitanti del territorio della contea furono gli nativi irochesi. Quando arrivarono i primi coloni europei, l'area era abitata dai popoli Erie e Seneca. Quando furono istituite le Province di New York nel 1683, l'area dell'attuale contea faceva parte della contea di Albany. La contea di Orleans fu istituita nel 1824, separando il territorio che ne avrebbe fatto parte dalla contea di Genesee. Fu chiamata come l'omonima cittadina francese.

## Comuni

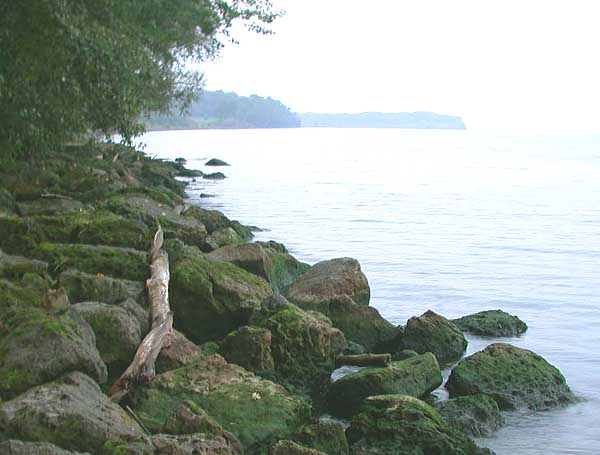
Il lago Ontario visto dal parco statale di Lakeside Beach

## Comuni[4]

### Towns
- Albion
- Barre
- Carlton
- Clarendon
- Gaines
- Kendall
- Murray
- Ridgeway
- Shelby
- Yates

### Villages
- Holley
- Lyndonville
- Medina